# Flèche brabançonne 2013
La 53e édition de la Flèche brabançonne aura le 10 avril 2013. La course fait partie du calendrier UCI Europe Tour 2013 en catégorie 1.HC.

## Présentation

### Équipes
Classé en catégorie 1.HC de l'UCI Europe Tour, la Flèche brabançonne est par conséquent ouverte aux UCI ProTeams dans la limite de 70 % des équipes participantes, aux équipes continentales professionnelles, aux équipes continentales belges et à une équipe nationale belge.
23 équipes participent à cette Flèche brabançonne - 10 ProTeams et 13 équipes continentales professionnelles :
| Nom de l'équipe         | Pays       | Code |
| ----------------------- | ---------- | ---- |
| Argos-Shimano           | Pays-Bas   | ARG  |
| BMC Racing              | États-Unis | BMC  |
| Cannondale              | Italie     | CAN  |
| Garmin-Sharp            | États-Unis | GRS  |
| Katusha                 | Russie     | KAT  |
| Lotto-Belisol           | Belgique   | LTB  |
| Omega Pharma-Quick Step | Belgique   | OPQ  |
| RadioShack-Leopard      | Luxembourg | RLT  |
| Saxo-Tinkoff            | Danemark   | TST  |
| Vacansoleil-DCM         | Pays-Bas   | VCD  |

| Nom de l'équipe             | Pays           | Code |
| --------------------------- | -------------- | ---- |
| Accent Jobs-Wanty           | Belgique       | AJW  |
| CCC Polsat Polkowice        | Pologne        | CCC  |
| Champion System             | Chine          | CSS  |
| Cofidis                     | France         | COF  |
| Crelan-Euphony              | Belgique       | CRE  |
| Europcar                    | France         | EUC  |
| IAM                         | Suisse         | IAM  |
| MTN-Qhubeka                 | Afrique du Sud | MTN  |
| NetApp-Endura               | Allemagne      | TNE  |
| RusVelo                     | Russie         | RVL  |
| Topsport Vlaanderen-Baloise | Belgique       | TSV  |
| UnitedHealthcare            | États-Unis     | UHC  |
| Vini Fantini-Selle Italia   | Italie         | VIN  |

## Classement final
|    | Coureur           | Équipe                  |    | Temps           |
| -- | ----------------- | ----------------------- | -- | --------------- |
| 1  | Peter Sagan       | Cannondale              | en | 4 h 45 min 05 s |
| 2  | Philippe Gilbert  | BMC Racing              | +  | 0 s             |
| 3  | Björn Leukemans   | Vacansoleil-DCM         |    | 4 s             |
| 4  | Sylvain Chavanel  | Omega Pharma-Quick Step |    | 9 s             |
| 5  | Simon Geschke     | Argos-Shimano           |    | 9 s             |
| 6  | Greg Van Avermaet | BMC Racing              |    | 11 s            |
| 7  | Davide Malacarne  | Europcar                |    | 17 s            |
| 8  | Stijn Devolder    | RadioShack-Leopard      |    | 19 s            |
| 9  | Paul Voss         | NetApp-Endura           |    | 22 s            |
| 10 | Kenny Dehaes      | Lotto-Belisol           |    | 25 s            |

## Liste des participants
- Liste de départ complète